# Барцур
Барцур (Барсур; вероятно, «сын скалы» или «сын [бога] Цура») — царь Яуди, правивший около 770—760 годов до н. э.
Как отметили исследователи, в том числе Ю. Б. Циркин, правитель Яуди Барцур, был, видимо,  сыном Панамувы I, возможно, не имевшего отношение к династии, основанной около 900 года до н. э. Габбаром. В отличие от отца и деда (Карли) Барцур носил арамейское имя, а не лувийское. Вероятно, к этому времени в Яуди пришельцы арамеи и анатолийское население, прежде враждовавшие, вследствие реформ, проведённых Киламувой во второй половине IX века до н. э., стали ощущать себя единым народом. После смерти Панамувы I, чьё правление, видимо, было достаточно спокойным, Барцур, скорее всего, без каких-либо затруднений заступил на престол примерно в 770 году до н. э. Однако затем, около 760 года до н. э., он был убит вместе с семьюдесятью своими родственниками и приближёнными, и только его сын (видимо, старший) Панамува смог бежать и впоследствии восстановить свои права при поддержке ассирийского царя — по мнению исследователей — Тиглатпаласара III. Причины свержения Барцура в источниках не названы — были ли эти события связаны с внешнеполитическими или внутренними причинами.